# Onze Lieve Vrouwe Gasthuis (oudbouw)

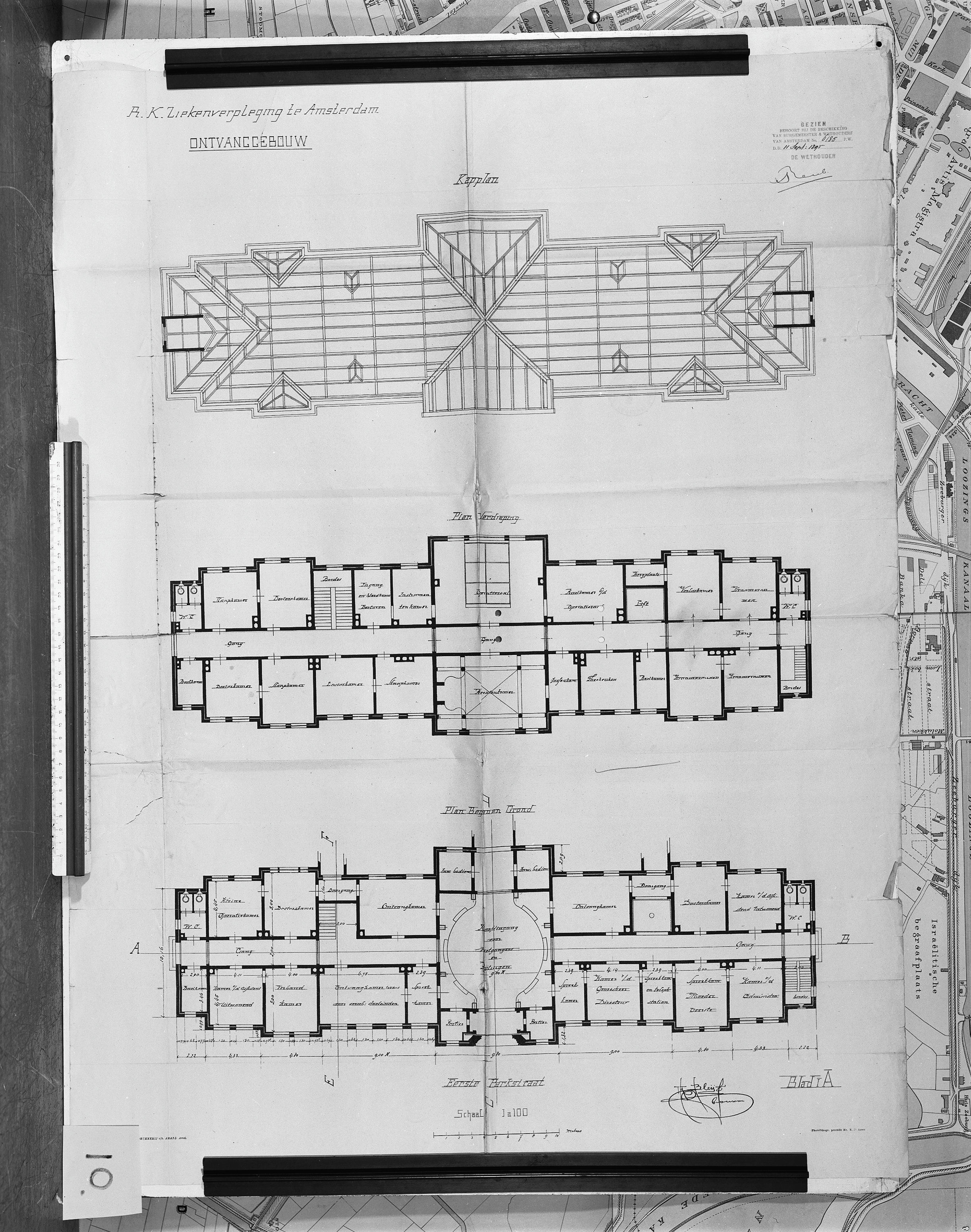
Begane grond met de inrij voor paard en wagen

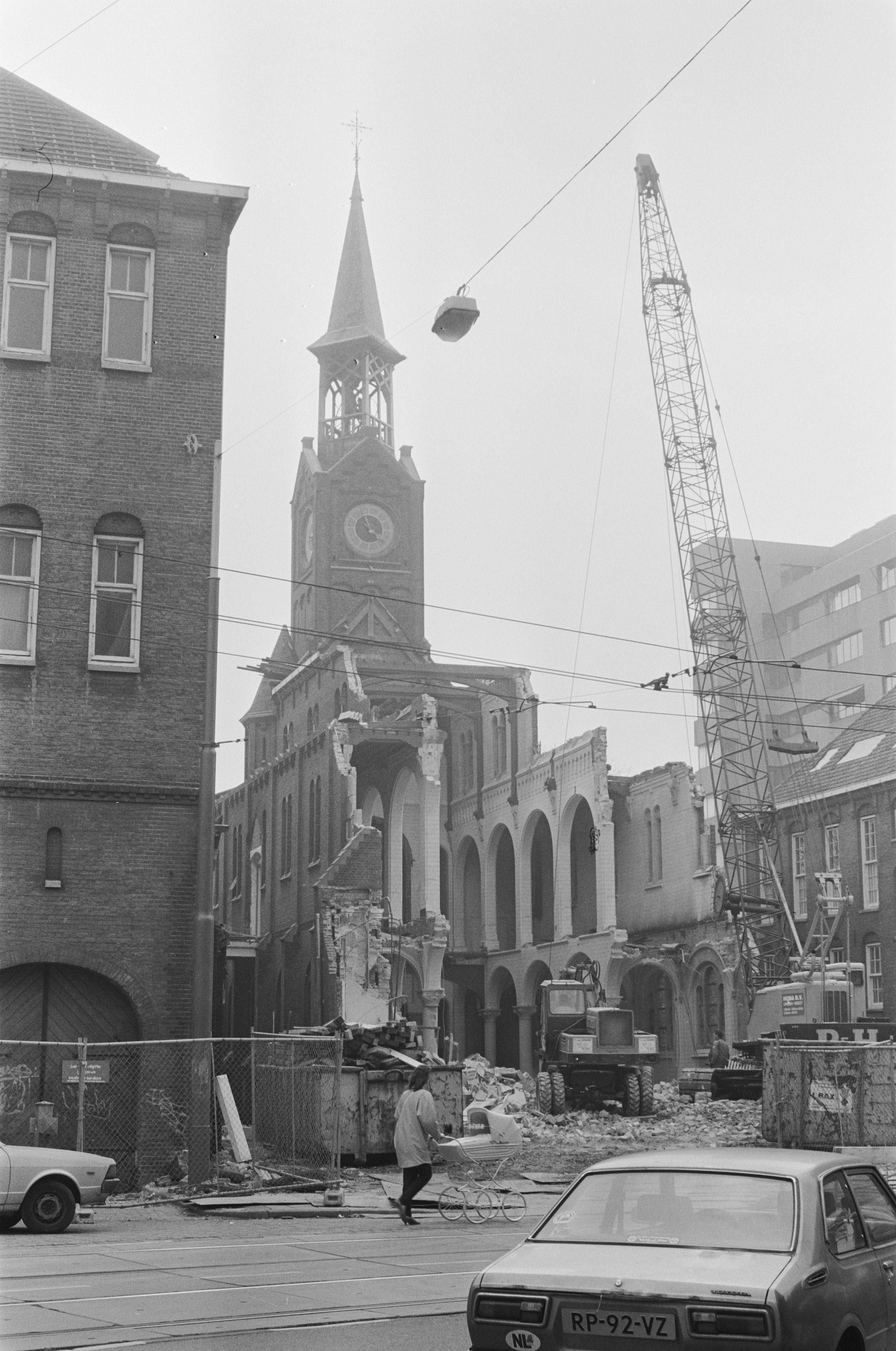
Sloop van de kapel in 1987

Het Onze Lieve Vrouwe Gasthuis is een ziekenhuis, dat gebouwd werd aan de Eerste Oosterparkstraat 179 te Amsterdam-Oost. Het Onze Lieve Vrouwe Gasthuis werd gebouwd rondom de Onze Lieve Vrouwe Kapel op genoemd terrein. Het complex breidde langzaam uit met gebouwen verspreid over het gehele terrein. Sinds 2000 is niets meer van de originele bebouwing terug te vinden.

## Aanloop
In eerste instantie werd opgeleverd een klooster met kapel; deze stond aan de Ruyschstraat wat later de achtergevel zou worden van het totaal. Het complex is ontworpen voor door Adrianus Bleijs en verrees tussen 1895 en 1898 aan genoemde straat. Het geheel was gebouwd in de vorm van een klooster, zo vond dagblad De Tijd destijds. Het complex werd in oktober 1898 ingewijd door Caspar Josefus Martinus Bottemanne, hij had in mei 1896 ook de eerste steen gelegd (ziekenhuisgedeelte). De Tijd had het over een doelmatig en duurzaam gebouw, wars van ornamenten en kostbare materialen. Het ziekenhuis werd gebouwd op een terrein van 234 bij 112 meter, dat aan de oostkant direct aansloot op het Oosterpark, hetgeen alleen maar voor extra frisse lucht kon zorgen. Nadeel bij de bouw ondervond men in de drassige ondergrond. Er moesten veertien meter lange houten heipalen gebruikt worden, nadat een zandbed van vier meter dikte was aangebracht. Het pand werd opgetrokken uit waalsteen op een ondergrond van trasraamstenen (tegen vocht), onder het waterpeil werd dichtgesmeerd met cement. Het werd opgebouwd uit paviljoenen (zoals bijvoorbeeld ook het Wilhelmina Gasthuis). De paviljoens waren onderling met elkaar verbonden door verwarmde gangen, zodat van een wisseling tussen koud en warm voor zowel patiënten als personeel geen sprake was. De ziekenzalen waren, vanwege de helende werking van licht, meest op het zuiden geprojecteerd. Dienstlokalen lagen aan de noordkant. 

## Hoofdgebouw
De centrale ingang aan de Eerste Oosterparkstraat bestond uit een inrijhal (voor paard-en-wagen!) met aan weerszijden een portiersloge. Deze inrij kwam uit op de door ijzer overkoepelde centrale hal. Die mat 9 bij 9 meter, zodat de zieke daar gelost kon worden, maar ook dat paard-en-wagen er konden keren. Rondom die centrale hal lagen dan de ruimten die naar 20e-eeuwse begrippen konden dienen tot eerste opvang, triage en kleine operaties, een soort Eerste Hulpafdeling. Verderaf lagen de administratieruimten. Via een hal konden de op te nemen en opgenomen patiënten met bed en al via een lift naar de eerste verdieping gebracht worden, waar de grote operatiekamer (9 bij 6,50 meter) gesitueerd was. Het gebouw was verder opgevuld met ontvangstruimten, spreekkamers etc. en een kleine operatiekamer. Uiteraard mocht in dit van oorsprong rooms-katholieke ziekenhuis een kamer voor een moeder overste niet ontbreken. Boven de centrale ingang stond vanaf het begin het natuurstenen beeld Staande Maria met Christus.

## Andere gebouwen
Het werkelijke ziekenhuis bestond bij de opening uit twee paviljoens, een voor mannen en een voor vrouwen. Als aanvulling waren er nog twee barakken. De twee paviljoens hadden ieder twee ziekenzalen per etage, die onderling verbonden waren door dienstruimten. Aan ieder paviljoen waren wandelgebiedjes gekoppeld, zodat men even naar buiten kon. Achter het complex lag het zusterhuis aan de Ruyschstraat, alwaar ook twee kleine ziekenzalen waren ingebouwd, mocht een van de verpleegsters onwel zijn. Ook zij hadden middels een veranda toegang tot de centraal gelegen tuin. Vanuit het zusterhuis konden de zusters via een overdekte gang de in het midden van de tuin staande kapel bereiken. In die kapel was iets meer luxe aanwezig. Ze was gebouwd in een romaanse-renaissancestijl met een torentje.

## Uitbreidingen en sloop
In 1909 werd een van de barakken vervangen door het Mariapaviljoen, dat ontworpen werd Joseph Cuypers en Jan Stuyt aan de 's-Gravesandestraat. In 1925 tot 1927 werd er gebouwd aan het Sint Annapaviljoen van Petrus Bernardus Maria Hendrix. Aan het eind van de 20e eeuw gingen alle gebouwen in rap tempo tegen de vlakte; zo verdween de kapel in 1987 en de beide paviljoenen (Maria en Sint Anna) in 2000. Van de originele gebouwen staat niets meer overeind.

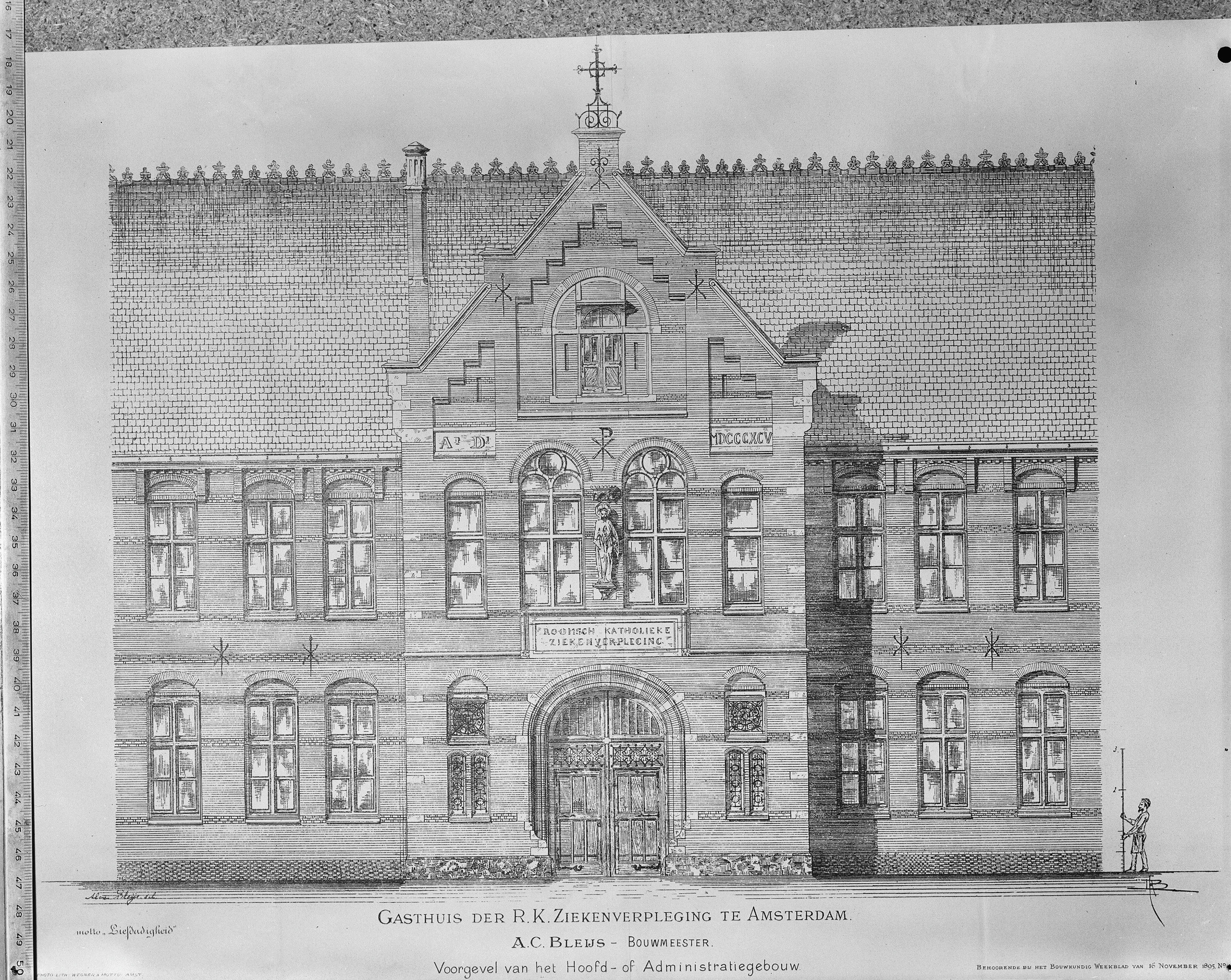
In het midden Staande Maria met Christus van het ontvangstgebouw